# GSat–1
GSat–1 indiai kísérleti távközlési műhold.

## Küldetés
India első távközlési műholdjaként tesztelni kívánta az adatátvitelt (adás-vétel), a földi állomások adásának - vételének képességét, a beépített szolgáltatásokat (internet).

## Jellemzői
Építette és üzemeltette a Bharatiya Antariksh Anusandhān Sangatn (ISAR). Tervezte az Indiai Űrkutatási Szervezet (angolul: Indian Space Research Organisation, ISRO).
Megnevezései: Gsat–1; COSPAR: 2001-015A; Kódszáma: 26745.
2001. április 18-án a Sriharikota rakétabázisról LC–11 (LC–Launch Complex) jelű indítóállványról egy GSLV D1 hordozórakétával állították közepes magasságú Föld körüli pályára. Az orbitális pályája 557,93 perces, 19,28 fokos hajlásszögű, geostacionárius pálya perigeuma 181 kilométer, az apogeuma 32 051 kilométer volt.
Technikai hiba következtében (utolsó fokozat tolóerejének hiányából vagy a navigációs rendszer programhibájából) nem tudott pályába állni. Saját pályakorrekciót segítő hajtóművének ereje nem volt képes a kiegészítő emelést végrehajtani. Tesztelés csak részlegesen sikerült, a digitális audio műsorszórásban, valamint a tömörített digitális TV- jel továbbításban. A napelemek, az antenna és a stabilizátor rúd a napenergia vitorla sikeresen kinyíltak. Az internetes és oktatási szolgáltatást nem lehetett tesztelni.
Három tengelyesen stabilizált (csillag-Föld érzékeny) űreszköz. Tömege 1540 kilogramm. Az űreszközhöz napelemeket rögzítettek, éjszakai (földárnyék) energia ellátását kémiai akkumulátorok biztosították. A stabilitás és a pályaelemek elősegítése érdekében gázfúvókákkal felszerelt. Három konverter C-sávos, kettő konverter S-sávos tartományban dolgozott. Távközlési berendezései közvetlen digitális rádió- és internet átviteli szolgáltatás, tömörített televíziós műsorszórás és más kommunikációs szolgáltatások (távoktatás).
A légkörbe történő belépésének ideje ismeretlen.